# Hovkapellmästare
Hovkapellmästare var en hög musikalisk befattning vid kungliga och furstliga hov i Europa. Förutom att leda det musikaliska arbetet vid hovet var hovkapellmästaren ofta även kompositör. En berömd hovkapellmästare kunde även skänka extra glans åt furstehuset. 
Några exempel på historiska hovkapellmästare är Georg Friedrich Händel i Venedig och London, Franz Liszt i Weimar, Felix Mendelssohn i Berlin, samt Johan Helmich Roman i Stockholm.

## Sverige
I Sverige var hovkapellmästare tidigare yrkestiteln på den dirigent som hade Kungliga Teatern (numera Kungliga operan) till arbetsplats och ansvar för orkestern, Kungliga Hovkapellet. Från början var hovkapellmästaren och musikerna samt sångarna anställda vid hovet, direkt av den svenske kungen.
Numera är hovkapellmästare – liksom hovsångare och hovdansare – en hederstitel som förlänas av konungen.

### Förste hovkapellmästare
- Johann Helmich Roman, 1727[2]
- Joseph Martin Kraus, 1788[2]
- J.C.F. Haeffner, biträdande 1786, stf 1796, 1:e hovkapellmästare 1795 (formellt 1799) –1807.
- Joseph Dente, 1879[2]
- Conrad Nordqvist, 1892[2]
- Armas Järnefelt, 1923[2]
- Sixten Ehrling, 1976[2]

### Hovkapellmästare
- Nils Grevillius, 1930[3]
- Herbert Sandberg, 1946
- Kurt Bendix, 1968[4]
- Berislav Klobučar, 1980[3]
- Kjell Ingebretsen, 1994[3]
- Leif Segerstam, 1999[3]
- Alan Gilbert, 2022[5]